# Gann Valley
Gann Valley statisztikai település az USA Dél-Dakota államában, Buffalo megyében, melynek megyeszékhelye is. Lakosainak száma 10 fő (2020. április 1.).